# Bradly Knipe
Bradly Knipe (* 11. Dezember 1998 in Invercargill) ist ein neuseeländischer Bahnradsportler.

## Sportlicher Werdegang
2014 belegte Bradly Knipe bei der Junioren-Ozeanienmeisterschaft im 1000-Meter-Zeitfahren Rang drei. Bei den UCI-Bahn-Weltmeisterschaften der Junioren 2016 errang er den Titel des Weltmeisters im Sprint, im Zeitfahren gewann er Silber.
Ab 2017 startete Knipe in der Elite-Klasse. Bei den Ozeanienmeisterschaften wurde er Dritter im Zeitfahren. Zudem startete er bei zwei Läufen des Bahnrad-Weltcups in Glasgow und Apeldoorn. 2018 errang er zwei Medaillen bei den Ozeanienmeisterschaften. 2019 wurde er mit Nick Kergozou und Edward Dawkins neuseeländischer Meister im Teamsprint und errang mit Jordan Castle und Sam Dakin in derselben Disziplin wie auch 2022,  mit Patrick Clancy und Sam Dakin. Mit Dakin und Sam Webster belegte er bei  Commonwealth Games 2022 Platz drei im Teamsprint.

## Erfolge
2014
- Junioren-Ozeanienmeisterschaft – 1000-Meter-Zeitfahren

2016
- Junioren-Weltmeister – Sprint
- Junioren-Weltmeisterschaft – 1000-Meter-Zeitfahren

2017
- Ozeanienmeisterschaft – 1000-Meter-Zeitfahren

2018
- Ozeanienmeisterschaft – 1000-Meter-Zeitfahren
- Ozeanienmeisterschaft – Teamsprint (mit Zac Williams und Jordan Castle)

2019
- Neuseeländischer Meister – Teamsprint (mit Nick Kergozou und Edward Dawkins)

2019/20
- Ozeanienmeisterschaft – Teamsprint (mit Jordan Castle und Sam Dakin)

2022
- Ozeanienmeisterschaft – Teamsprint (mit Patrick Clancy und Sam Dakin)
- Commonwealth Games – Teamsprint (mit Sam Dakin und Sam Webster)